# 그린터틀케이

그린터틀케이

그린터틀케이(영어: Green Turtle Cay)는 바하마의 구로 아바코 제도에 위치한다.